# Mitridate III di Commagene
Mitridate III di Commagene, il cui nome completo era Mitridate Antioco Epifane (greco: Μιθριδάτης Ἀντίοχος ὀ Ἐπιφανής; ... – 12 a.C.), fu re di Commagene dal 20 a.C. alla sua morte.

## Biografia
Mitridate era figlio di Mitridate (II) Antioco Epifane Filoromano Filelleno Monocrite e di sua moglie Laodice.
Prima del 30 a.C. sposò Iotapa, figlia di Artavasde I di Media Atropatene, e da lei ebbe un figlio, Antioco (III) Epifane, e una figlia, Iotapa, andata in sposa a Sampsiceramo II di Emesa.
Nel 20 a.C. Mitridate II morì, e gli succedette il figlio Antioco, che sposò un'altra sorella chiamata Iotapa.